# Arnold Fishkin
Arnold Fishkin(d) (Bayonne, 20 juli 1919 – Palm Desert, 6 september 1999) was een Amerikaanse jazzcontrabassist van de cooljazz, die op meer dan 100 albums verscheen. 
Arnold Fishkin speelde aanvankelijk met Bunny Berigan (1937), Jack Teagarden and His Orchestra (1940–1941) en Les Brown (1941–1942). Hij werd bekend door zijn samenwerking met de cooljazz-pianist Lennie Tristano en diens band rond 1947 tot 1949. Tijdens de jaren 1950 was Fishkin hoofdzakelijk werkzaam als studiomuzikant, waaronder bij plaatopnamen met Lee Konitz (1949–1951), Johnny Smith en anderen.

## Biografie
Fishkind groeide op in Freeport, Long Island, waar hij Chubby Jackson ontmoette en een levenslange vriendschap aanging. Op 7-jarige leeftijd begon Fishkind viool te leren en speelde in The Musical Aces, een lokale band van beginnende muzikanten. Op 14-jarige leeftijd speelde hij bas.
Fishkind had zijn eerste professionele optreden met Bunny Berigan in 1937. Hierna speelde hij met Jack Teagarden (1940-1941), Van Alexander en Les Brown (1941-1942). ). Zijn carrière werd op dit punt onderbroken door drie jaar militaire dienst tijdens de Tweede Wereldoorlog.
Medio 1946 ontmoette en speelde Fishkind met pianist Lennie Tristano in New York, maar tegen de herfst vertrok hij naar Hollywood om te spelen met Charlie Barnet. Tijdens deze ervaring speelde hij samen met Stan Getz. In 1947 keerde Fishkind terug naar New York, waar hij van 1947 tot 1949 speelde met Tristano en van 1949 tot 1951 nam hij op met Lee Konitz en op Johnny Smiths Moonlight in Vermont. Gedurende deze periode bleef hij ook spelen met Barnet, en speelde hij ook met Benny Goodman.
In de jaren 1950 vond hij veel werk als sessiemuzikant voor radio (bijvoorbeeld Across the Board), televisie (bijvoorbeeld The Steve Allen Show) en popmuzikanten (waaronder Frankie Laine). Zijn carrière bij ABC duurde vijftien jaar en was onder meer te zien in de Andy Williams Show in 1961. Fishkind werd in die tijd bekend genoeg om door Jack Kerouac genoemd te worden in zijn roman Visions of Cody.
Nadat rock-'n-roll de markt voor jazzmuzikanten in New York had gedecimeerd, verhuisde Fishkind van New York terug naar Californië. In Californië vond hij werk bij de televisieshows van Dean Martin en Bob Hope en enkele vervangingsopdrachten in de televisieshows Tonight en Merv Griffin, evenals wat opname- en filmwerk. Hij toerde ook met Les Brown en Lena Horne. Fishkind bleef opnemen tot in de jaren 1980, spelend met onder anderen Frank Scott.
Fishkind bekeerde zich tot het christendom na gesprekken met zijn zoon Todd en de hedendaagse christelijke muziekkunstenaar Keith Green. Hij was aanvankelijk verbonden aan de Vineyard Christian Fellowship, waar hij trompettist/arrangeur Shorty Rogers en pianist Bobby Corwin, de schoonzoon van Johnny Mercer, aan de band introduceerde. Later (1978) werd hij ouderling bij Keith Greens Last Days Ministries. Innig geliefd bij Green, werd tegen hem opgekeken als een soort vaderfiguur. Uiteindelijk verhuisde hij naar Palm Desert, Californië, waar hij de 80ste verjaardag van zijn vriend Chubby Jackson kon vieren. In zijn laatste jaren werd Fishkind een gewijde predikant in de Family Life Church in Palm Desert.
Tijdens zijn carrière speelde Fishkind swing en bop jazz, televisie, jingles en zelfs westerse themamuziek. Zijn gedocumenteerde associaties omvatten, naast de bovengenoemde, Ella Fitzgerald, Stan Hasselgard, Peanuts Hucko, Charlie Parker, Shorty Rogers, Butch Stone en Jerry Wald. Hoewel er in de plaat niet wordt vermeld van wie hij bas leerde, gaf hij als zijn belangrijkste invloed Jimmy Blanton op. Fishkind was zelf mentor van Chubby Jackson en had minstens één student, bassist Peter Blannin, die in 1951 bij hem studeerde in New York.

## Overlijden
Arnold Fishkin overleed in september 1999 op 79-jarige leeftijd.

## Discografie
| Album                                                         | Primaire artiest                | Uitgave           | Label             | UPC          |
| ------------------------------------------------------------- | ------------------------------- | ----------------- | ----------------- | ------------ |
| Conception                                                    | Miles Davis, meerdere artiesten | 1951              | OJC               | 25218172622  |
| RCA Victor Presents Eartha Kitt (in the Henri René Orchestra) | Eartha Kitt                     | 1953              | RCA               | -            |
| That Bad Eartha (EP) (in the Henri René Orchestra)            | Eartha Kitt                     | 1954              | RCA               | -            |
| Down To Eartha (in the Henri René Orchestra)                  | Eartha Kitt                     | 1955              | RCA               | -            |
| Subconscious-Lee (rec. 1949-1950)                             | Lee Konitz                      | 1955              | OJC               | 25218618625  |
| That Bad Eartha (LP) (in the Henri René Orchestra)            | Eartha Kitt                     | 1956              | RCA               | -            |
| Lullabies of Birdland                                         | Ella Fitzgerald                 | lp: 1956 cd: 2007 | Verve             | 602517247659 |
| Life is Just a Bowl of Cherries                               | Howard McGhee                   | 1956              | Bethlehem         |              |
| Moonlight in Vermont                                          | Johnny Smith                    | lp: 1956 cd: 2004 | Blue Note Records | 724359309125 |
| Thursday's Child (in the Henri René Orchestra)                | Eartha Kitt                     | 1957              | RCA               | -            |
| Gigi                                                          | Hank Jones                      | 1958              | Golden Crest      | -            |
| Portrait of Bunny Berigan (rec. 1932-1937)                    | Bunny Berigan                   | 1989              | ASV Living Era    | 743625506020 |
| On the Trail                                                  | Frankie Laine                   | 1990              | Bear Family       | 790051154806 |
| Body and Soul (rec. 1939-1956)                                | Coleman Hawkins                 | 1996              | RCA               | 90266851522  |
| Intuition (rec. 1949-1956)                                    | Lennie Tristano and Warne Marsh | 1996              | Blue Note Records | 724385277122 |
| Complete Savoy and Dial Studio Sessions(rec. 1944-1948)       | Charlie Parker                  | 2000              | Savoy Jazz        | 795041707925 |
| Big Band Jazz (rec. 1944)                                     | Jack Teagarden                  | 2006              | Collectables      | 90431087121  |

Met Coleman Hawkins
- The Hawk in Paris (Vik, 1956)

Met Lee Konitz
- Inside Hi-Fi (Atlantic, 1956)